# Kamishimo

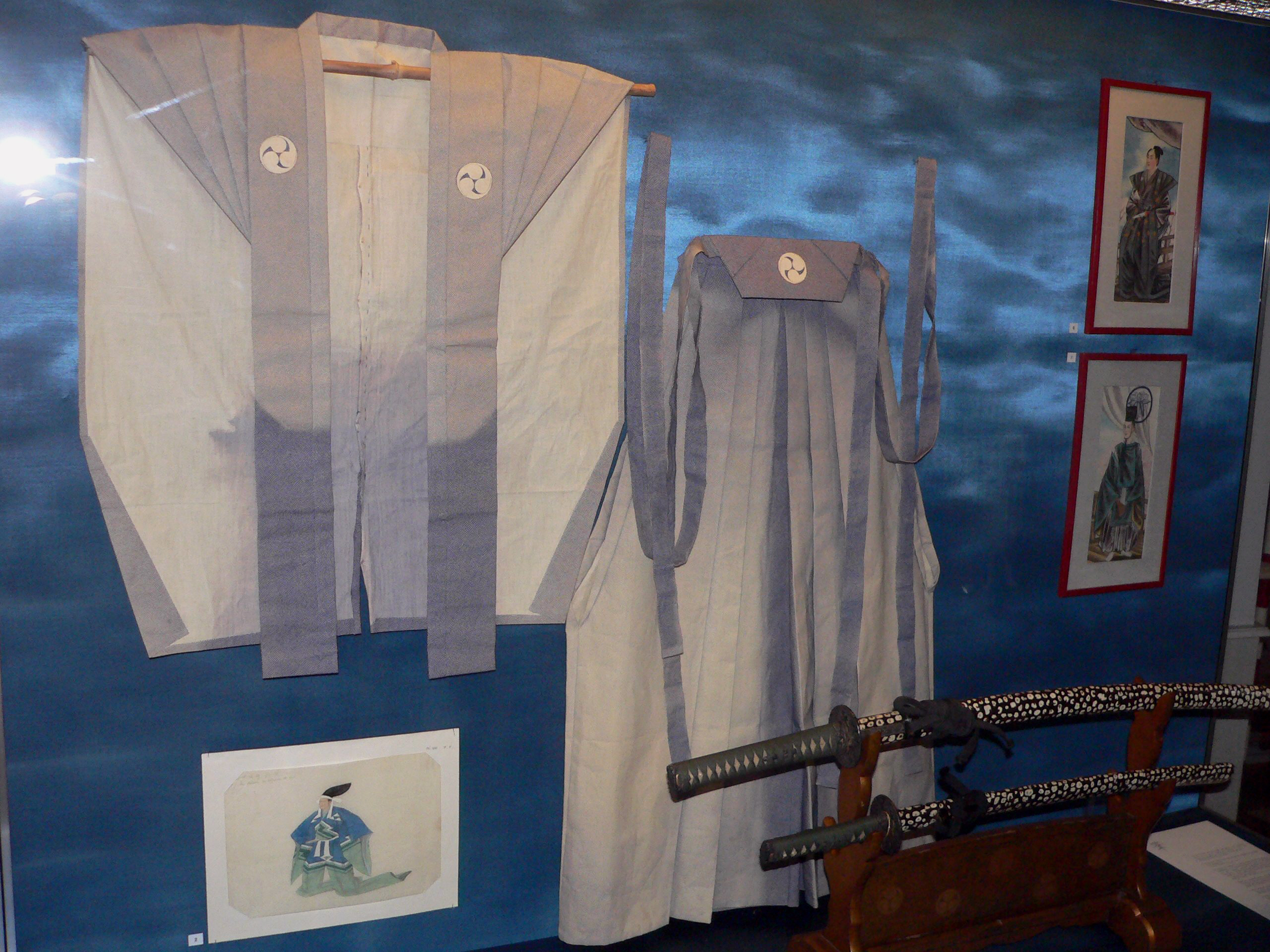
Le kamishimo, vêtement traditionnel japonais.

Le kamishimo (du japonais kami, 上 , « haut » et shimo, 下, « bas ») est un vêtement traditionnel et cérémonial porté par les samouraïs japonais à partir de l'époque Kamakura jusqu'à l'époque Edo.
C'est un habit composé de deux pièces distinctes, généralement fabriquées à partir du même tissu, et porté par-dessus le kimono.
On a donc le hakama, sorte de jupe-culotte ample à plis et le kataginu, casaque à ailettes pliées très larges, sur laquelle l'emblème (mon, 紋) du clan auquel appartient le samouraï est représenté.
Le kamishimo est souvent porté lors des cérémonies ou des festivals de grandes écoles d'arts martiaux au Japon.